# Hans Christian Nygårdh
Hans Christian Nygårdh, HC Nygårdh (eller kort H©N, som han brukar kalla sig i korsorden), född den 11 december 1950, är en svensk korsordskonstruktör och författare.
Hans korsord anses vara svåra och publiceras regelbundet i tidningarna Vi, Svenska Dagbladet, ETC, Hemmets Veckotidning och Allas. Dessutom gör han korsord till diverse korsordstidningar.
År 2005 tilldelade Svenska Akademien honom 50 000 kronor ur Stina och Erik Lundbergs stiftelse.